# Raduń (jezioro w województwie pomorskim)
Raduń – jezioro rynnowe w Polsce, położone w województwie pomorskim, w powiecie kościerskim, w gminie Dziemiany, w mezoregionie Bory Tucholskie.

## Charakterystyka
Jezioro jest połączone małą strugą z jeziorem Wielkie Młosino. Przesmykiem lądowym pomiędzy tymi dwoma jeziorami przebiega trasa linii kolejowej nr 211 Kościerzyna-Lipusz-Brusy-Chojnice.

## Dane morfometryczne
Ogólna powierzchnia jeziora wynosi 31,36 ha.